# Parachordeumium hendleri
Parachordeumium hendleri – gatunek widłonoga z rodziny Chordeumiidae. Opisała go w 1979 roku francuska zoolog Françoise Goudey-Perrière, nadając mu nazwę Amphiurophilus hendleri.